# Алессандра Панаро
Алессандра Панаро (італ. Alessandra Panaro; 14 грудня 1939, Рим — 1 травня 2019, Женева) — італійська акторка.

## Біографія
Закінчила акторську студію. Свою кар'єру розпочала на ТБ в 1954 році, брала участь у музичних телешоу. З 1954 року — в кіно. Дебютувала в комедії «Il barcaiolo di Amalfi» (1954, реж. Міно Ролі). Перший успіх до Панаро прийшов з комедією Діно Різі «Красиві, але бідні» (1957). Акторка створювала яскраві образи привабливих і бешкетних сучасниць. Запам'яталася за ролями — Марчелли в ліричній комедії Мауро Болдоньїні «Закохані» (1955), в комедії «Lazzarella» (1957), подруги Бруно у фільмі Рафаелло Матараццо Черазелла «Нора» (1959) і нареченої Чіро у фільмі видатного режисера Лукіно Вісконті "Рокко і його брати "(1960). Знімалася у фільмах Діно Різі, Алессандро Блазетті, грала в комедіях за участю Тото і Альберто Сорді. Прославилася також в популярних в 1960-ті фільмах з міфологічним сюжетом. У 1966 році пішла з кіно. Потім з'явилася на екрані лише раз у фільмі Дуччо Тессарі і Крістіана Де Сіка «Мадам / La madama» (1976).

## Фільмографія
- Il barcaiolo di Amalfi (1954)
- Gli innamorati (1955)
- Il campanile d'oro (1955)
- Cantando sotto le stelle (1956)
- Guardia, guardia scelta, brigadiere e maresciallo (1956)
- I miliardari (1956)
- La trovatella di Pompei (1956)
- Mamma sconosciuta (1956)
- Poveri ma belli (1956)
- Amore e chiacchiere (1957)
- Belle ma povere (1957)
- Lazzarella (1957)
- Al servizio dell'imperatore] (1957)
- Avventura a Capri (1958)
- Educande al tabarin (1958)
- L'ultima canzone (1958)
- Poveri milionari (1958)
- Totò, Peppino e le fanatiche (1958)
- Черазелла (1959)
- I ragazzi dei Parioli (1959)
- Il raccomandato di ferro (1959)
- Le notti dei teddy boys (1959)
- Rocco e i suoi fratelli (1960)
- Le baccanti (1961)
- Mariti a congresso (1961)
- Il colpo segreto di D'Artagnan (1962)
- Il figlio del Capitano Blood (1962)
- Il mio amore è scritto sul vento (1962)
- Ulisse contro Ercole (1962)
- Ercole contro Molock (1963)
- Il boia di Venezia] (1963)
- Sandok, il Maciste della giungla (1964)
- 30 Winchester per El Diablo (1965)
- I violenti di Rio Bravo (1966)
- La notte dell'addio (1966)
- Gli altri, gli altri e noi (1967)
- La madama (1976)